# 斯潘貝格山
斯潘贝格山（俄語：Гора Спамберг）或野田寒岳（日语：／）是托马里区和霍尔姆斯克区的界山，属西萨哈林山脉南芦苇山脉，海拔1,021米，以马丁·斯庞贝里命名。